# Дюссельдорф-Оберкассель
Оберкассель (нем. Oberkassel) — административный район в городе Дюссельдорф (Германия, федеральная земля Северный Рейн-Вестфалия). Расположен в левобережной части города. Район входит в IV-й административный округ Дюссельдорфа.

Оберкассель лежит в южной части полуострова, образованного излучиной Рейна. На юго-западе Оберкассель граничит с районом Хеердт, на северо-западе — с районом Лёрик, на севере — с районом Нидеркассель. С южной и восточной сторон естественной границей Оберкасселя является река Рейн. Мост Рейнкни соединяет Оберкассель с районами Унтербильк и Карлштадт, а Оберкассельский мост — со старым городом .

Оберкассель является престижным и дорогим районом Дюссельдорфа. Квартиры в Оберкасселе, особенно те, из окон которых открывается вид на Рейнскую набережную, являются одними из самых дорогих в городе.

Центральной улицей Оберкасселя является Люгаллея (нем.). Набережные улицы Кайзера Вильгельма (нем. Kaiser-Wilhelm-Ring) и Рейнскую аллею (нем. Rheinallee) отделяет от Рейна широка полоса лугов, максимальная ширина которых (в районе моста Рейнкни) достигает 400 м.

## История

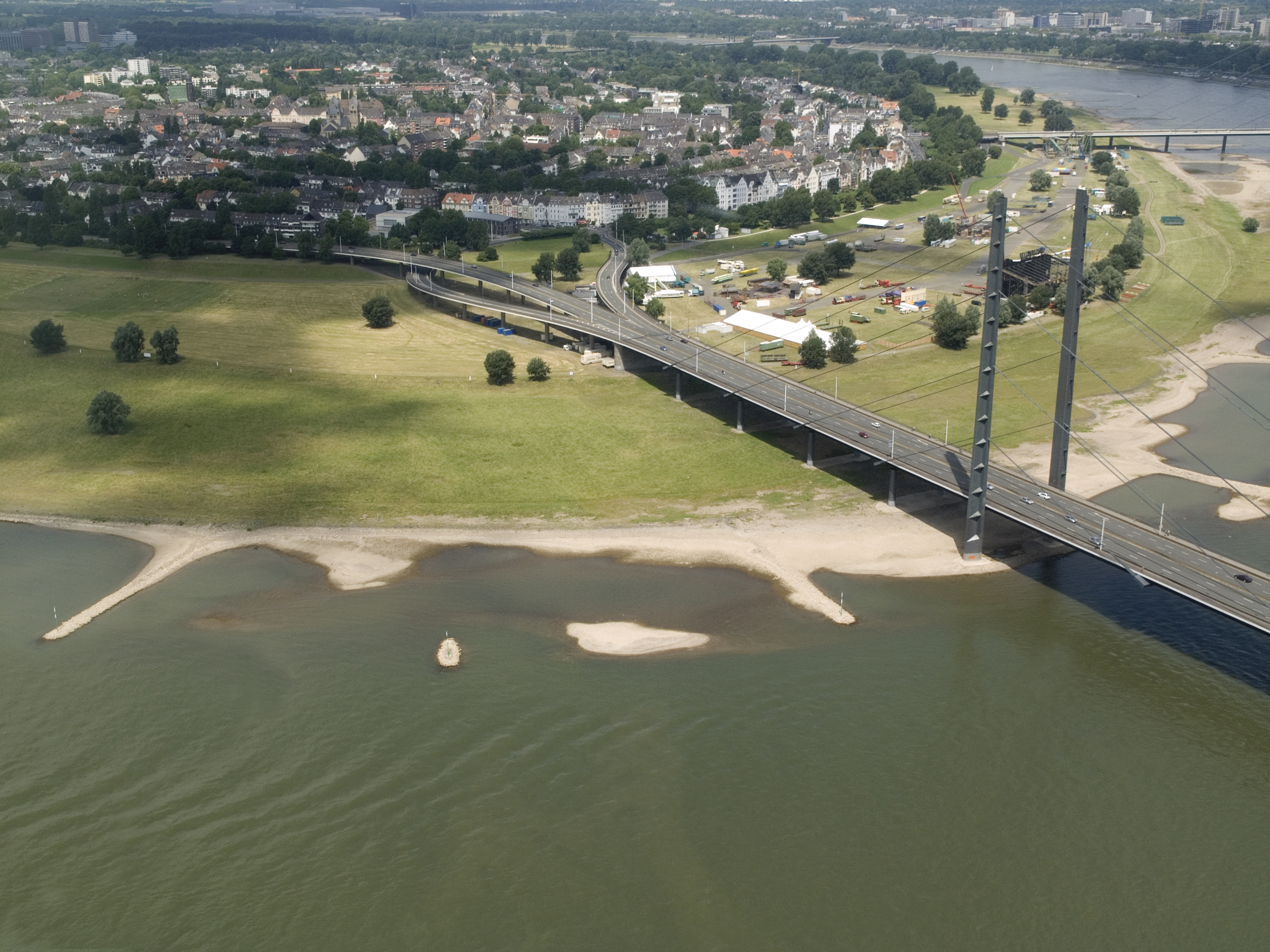
Вид на Оберкассель с телевизионной башни Rheinturm

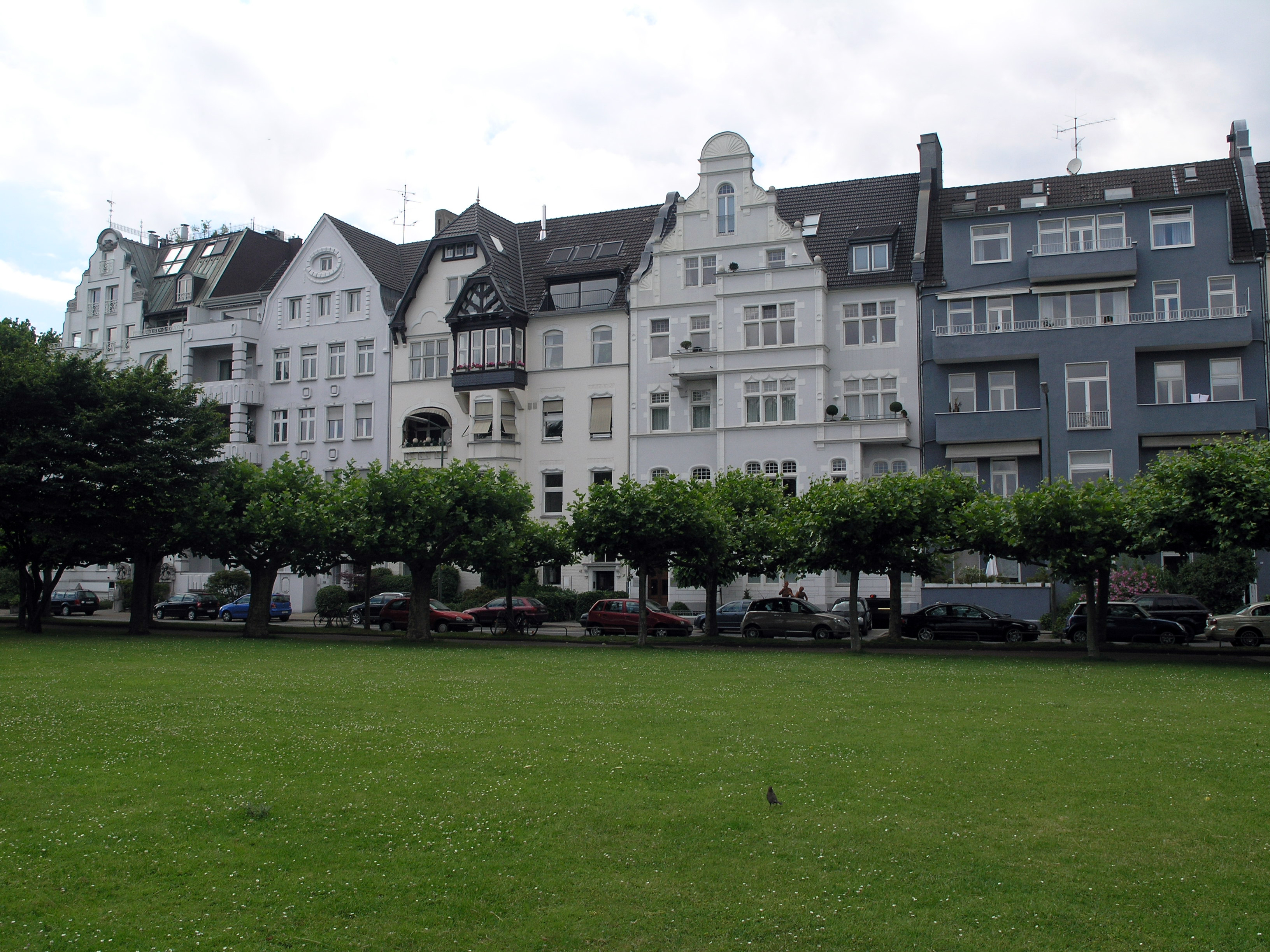
Здания на набережной улице Kaiser-Wilhelm-Ring

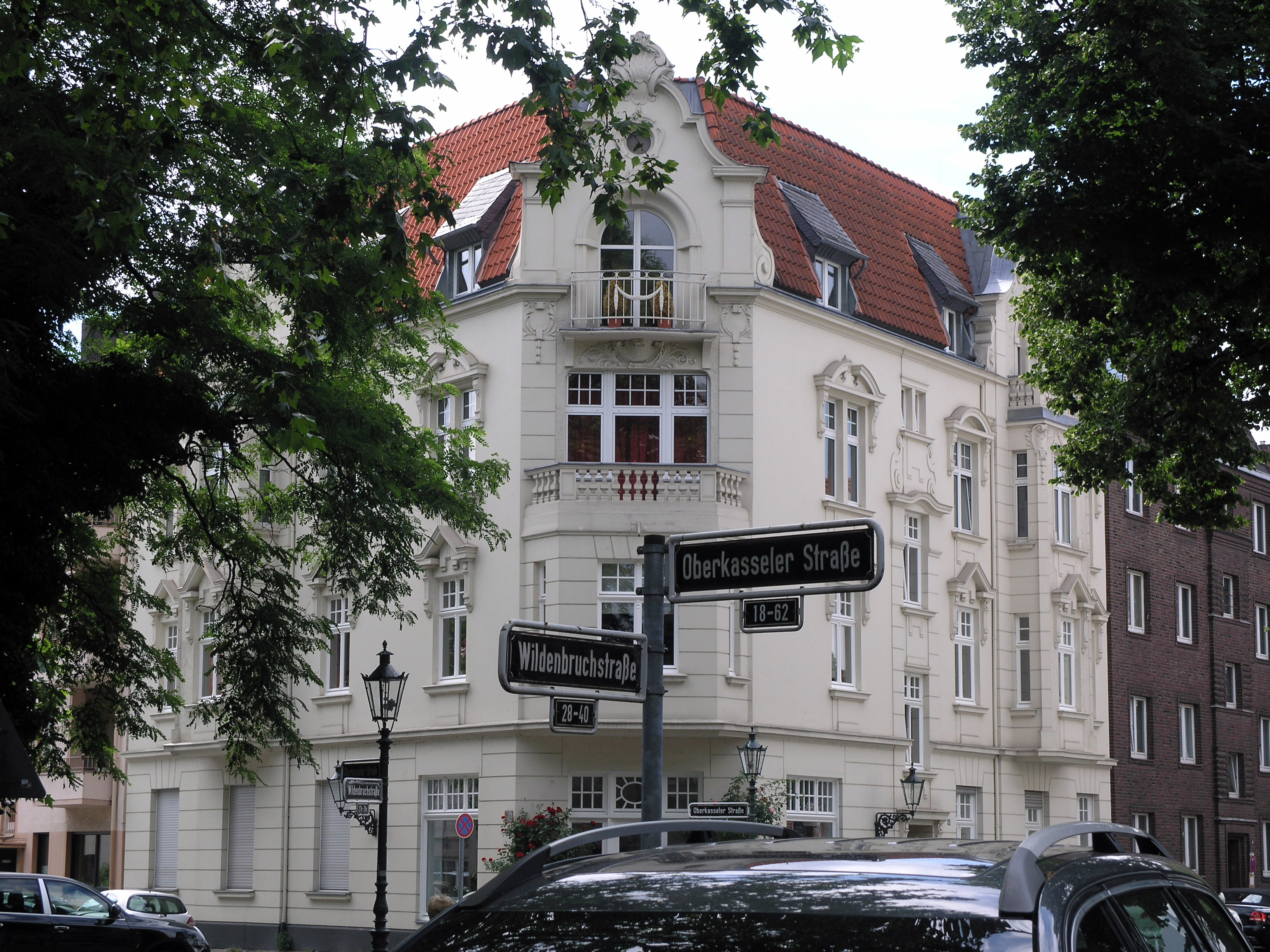
На улицах Оберкасселя

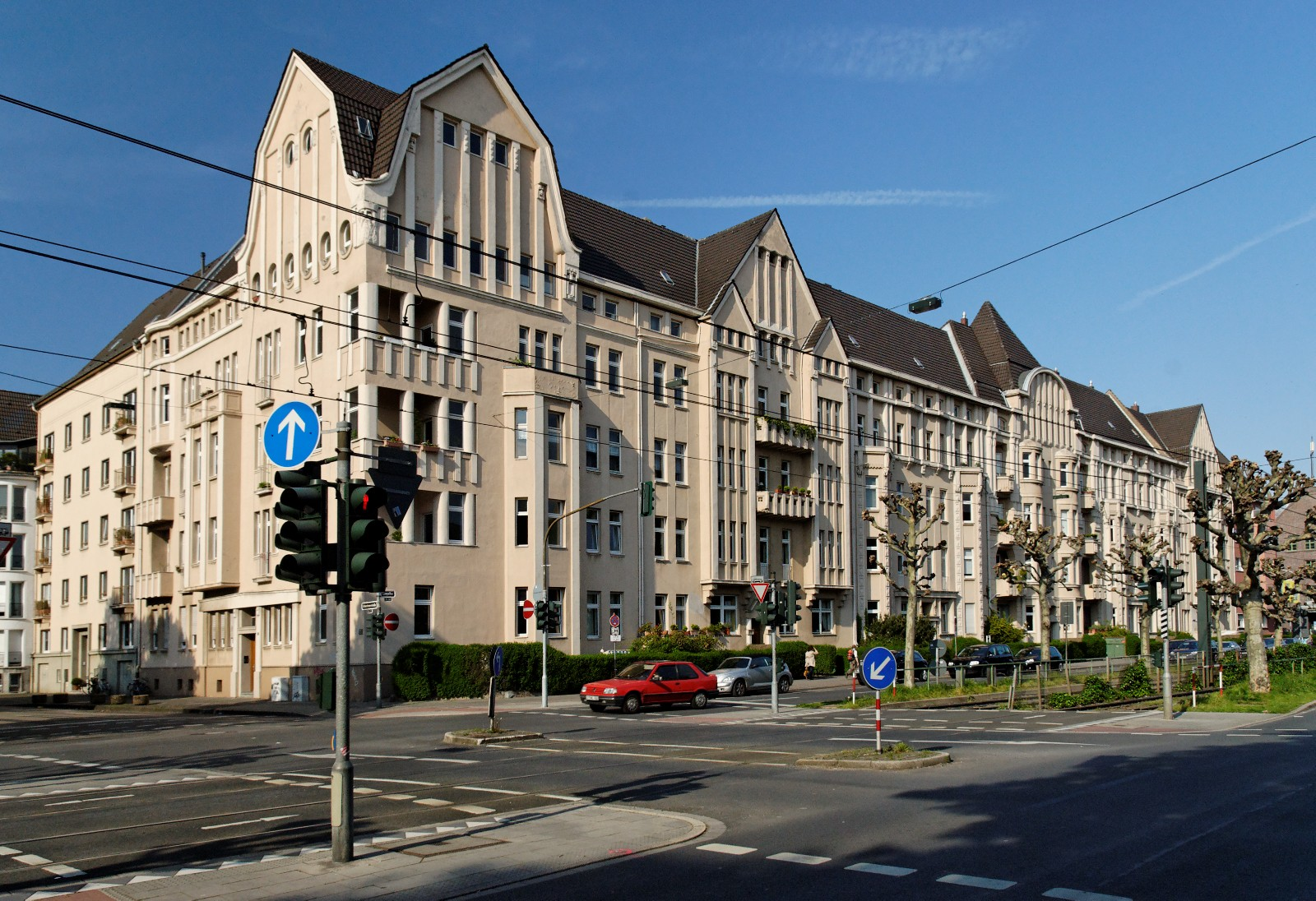
Люгаллея

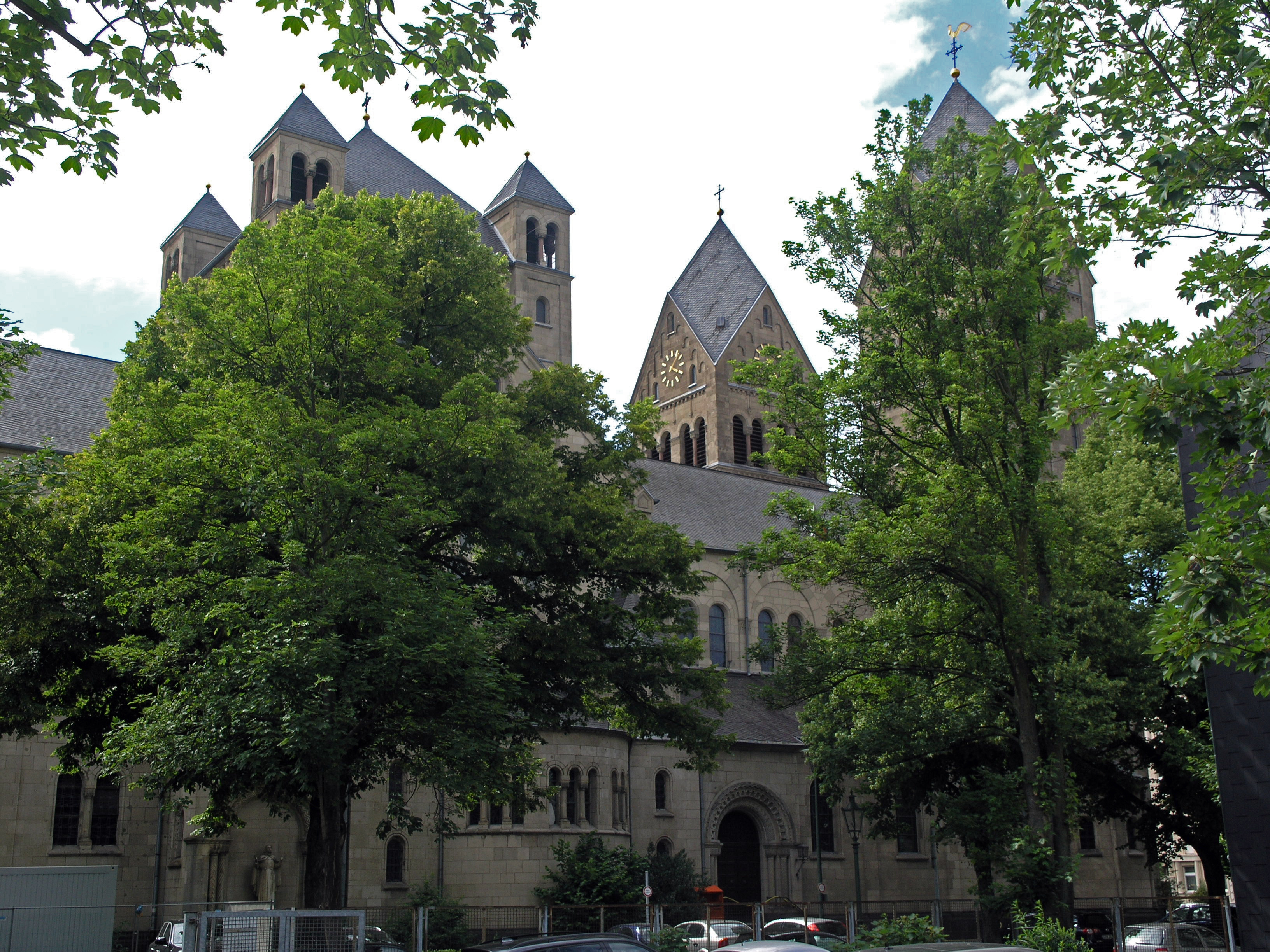
Церковь Святого Антония

Поселения на левом берегу Рейна на территории нынешнего Оберкасселя существовали уже в VI-VII веках, о чём говорит раннесредневековый некрополь, обнаруженный в ходе археологических раскопок в 1929 году в районе улицы Hansaallee. Находки из этого некрополя были переданы в коллекцию Дюссельдорфского городского музея (de:Stadtmuseum Landeshauptstadt Düsseldorf). Первое же письменное упоминание об Оберкасселе относится к 1218 году. Оберкассель был тогда частью впервые упомянутой ещё в IX веке деревенской общины Хеердт. Ввиду того, что Рейн являлся естественной преградой, то Хеердт принадлежал Кёльнскому архиепископству, в отличие от расположенного на правом берегу Рейна Дюссельдорфа, являвшегося столицей графства Берг.

В 1689 году, когда Оберкассель уже входил в состав герцогства Юлих-Берг, курфюрст Иоганн-Вильгельм для защиты Дюссельдорфа строит в Оберкасселе форт Дюссельбург. С 1699 года между Оберкасселем и Дюссельдорфом функционировала паромная переправа.

С 1794 по 1815 годы Оберкассель принадлежит Франции, а после 1815 года — Пруссии, при этом Оберкассель, как и весь Хеердт, входят в состав городской общины Нойса. В 1839 году через Рейн строится понтонный мост. В 1854 году Ахен-Дюссельдорф-Рурортская железнодорожная компания через Оберкассель прокладывает часть железнодорожного участка Мёнхенгладбах-Дюссельдорф. При этом для пассажирского сообщения станция «Оберкассель» была конечной, а товарные составы доходили до берега Рейна, где товары перегружались на телеги и перевозились через понтонный мост.

В 1895 году Генрих Люг (de:Heinrich Lueg), Франц Ганиль младший (de:Franz Haniel junior), Август Багель и Фридрих Фохвинкель основали консорциум, задачами которого были строительство постоянного моста через Рейн и строительство узкоколейного железнодорожного участка Дюссельдорф-Крефельд (de:K-Bahn). Первый Оберкассельский мост был сооружён в 1898 году по заказу железнодорожной компании Rheinbahn AG строительной компанией Philipp Holzmann & Cie GmbH. Это был арочный мост общей длиной 638 м с двумя симметричными пролетами по 181,25 м каждый. После этого стоимость земельного участка в Оберкасселе возросла с 30 пфеннигов за квадратный метр до 30 марок.

В ноябре того же года по Оберкассельскому мосту было открыто трамвайное сообщение между Дюссельдорфом и Крефельдом, что привело к строительному буму в Оберкасселе — в среднем в год строилось около 100 многоквартирных домов. С 1895 до 1907 года население Оберкасселя выросло с 4 400 до 11 400 человек.

1 апреля 1909 года Оберкассель вместе с Нидеркасселем, Хеердтом и Лёриком вошёл в состав городской общины Дюссельдорфа.

Как и все остальные мосты Дюссельдорфа Оберкассельский мост был взорван 3 марта 1945 года отступающими войсками вермахта. В тот же день Оберкассель был занят американскими войсками, Дюссельдорф же оставался занятым войсками вермахта. В течение 7 недель производились взаимные артиллерийские обстрелы Дюссельдорфа и Оберкасселя, во время которых погибло около 200 мирных жителей района. Ввиду того, что Оберкассель был занят войсками союзников значительно раньше Дюссельдорфа, бомбардировки британской авиации там не проводились, а следовательно почти полностью сохранилась уникальная застройка эпохи грюндерства и модерна начала XX века. В 1992 году историческая застройка к югу от Люгаллеи была взята под охрану государства. Всего под охраной государства в Оберкасселе находится 326 зданий.

## Транспорт
Через Оберкассель проходит линии U70, U74, U75, U76 и U77 Дюссельдорфского скоростного трамвая.

## Экономика
В Оберкасселе располагается штаб-квартира всемирно-известного производителя санитарно-технической арматуры Grohe AG.

## Достопримечательности
- католическая церковь Святого Антония
- евангелическая церковь Возрождения
- обширные луга на берегу Рейна